# Castello Ceconi

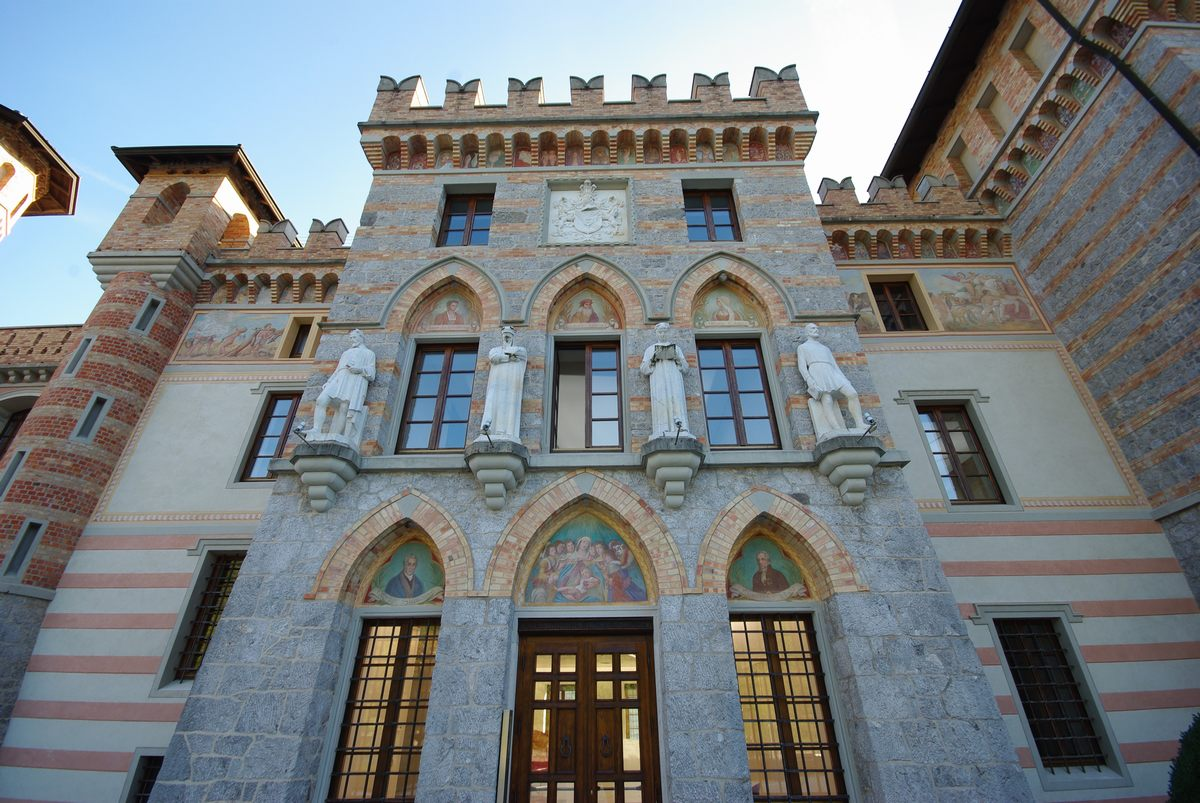
Castello Ceconi in Pielungo

Das Castello Ceconi ist ein Landhaus in Pielungo, einem Ortsteil von Vito d’Asio in der italienischen Region Friaul-Julisch Venetien. Giacomo Ceconi, ein Bauunternehmer, der mit dem Bau von Eisenbahnlinien im 19. Jahrhundert reich geworden war, ließ sie erbauen.

## Bau des Landhauses

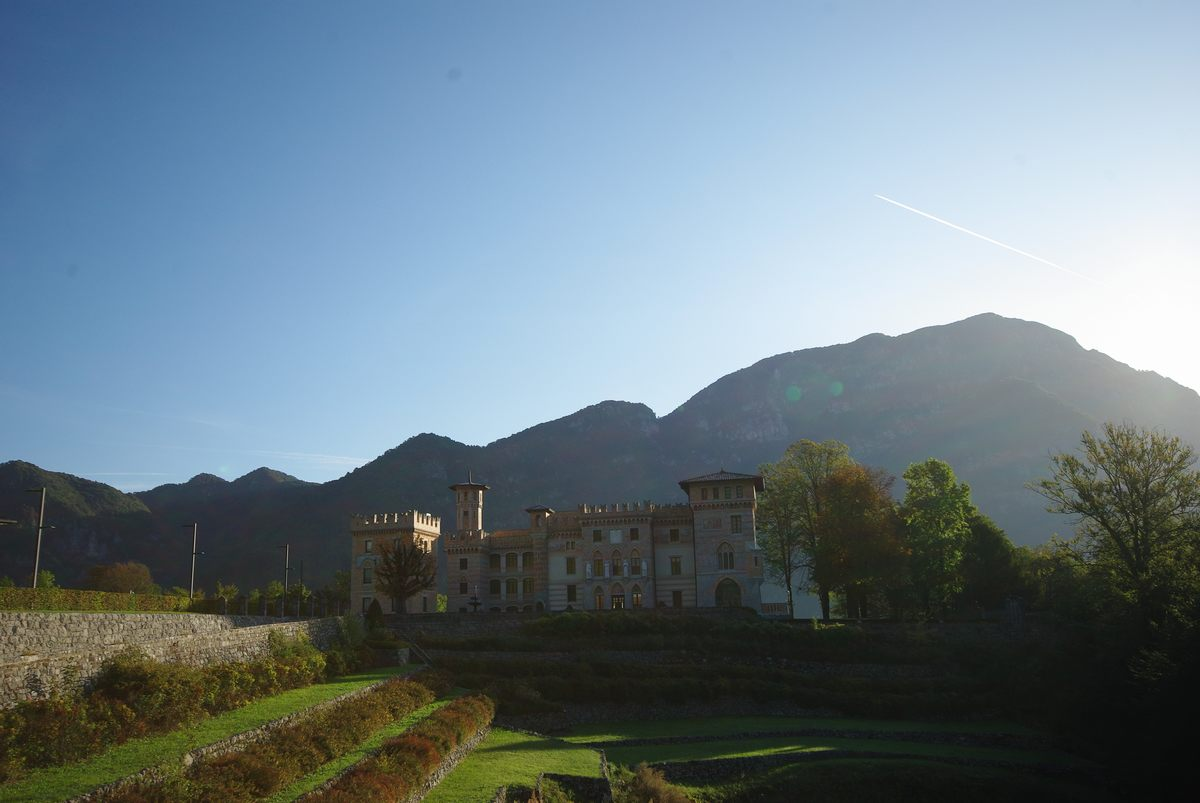
Castello Ceconi

Die Verleihung des Grafentitels der italienischen Krone machte es nötig, dass Giacomo Ceconi für sich eine Residenz mit den Eigenschaften und Dimensionen einer Burg bauen ließ. Ceconi beschloss also, ein Landhaus zu bauen, das seine Nachkommen an seinen Heimatort Pielungo binden sollte. Um sich persönlich an der Projektierung und am Bau einer solchen Adelsresidenz zu beteiligen, hielt sich Giacomo Ceconi immer öfter und lange Zeit in seinem Heimatort auf.

„Beim Bau des fabelhaften Herrenhauses offenbarte Ceconi die ganze naive Bewunderung eines Ungebildeten für einige beziehungslose und nahezu isolierte Persönlichkeiten.“ (A. Filippuzzi)

Davon zeugen die vier Statuen von Dichtern, Dante Alighieri, Francesco Petrarca, Ludovico Ariosto und Torquato Tasso, die aufgestellt wurden, um die Fassade des Palastes zu schmücken.

### Der künstlerisch-architektonische Aspekt
Das Castello Ceconi ist ein imposanter, neugotischer Bau in eklektischem Stil mit Stilelementen des Jugendstils und Anklängen an das Mittelalter und die Renaissance. Es zeigt ghibellinische Zinnen und gotische Balkone neben rechteckigen Fenstern. Die Loggien in warmen Farbtönen wirken als Gegenpol zu den Fresken, die sich entlang der beiden Flügel des Gebäudes winden und zu denen, die in die Lünetten der gotischen Fenster eingefügt sind. In den beiden Lünetten der Fenster neben dem Haupteingang finden sich die Fresken von George Stephenson (dem Erfinder der Lokomotive) und von Alessandro Volta. Die beiden genialen, wissenschaftlichen Persönlichkeiten flankieren die Abbildung einer Madonna mit dem Kinde über dem Haupteingang. Oben an den drei Fenstern im ersten Obergeschoss sind Irene di Spilimbergo und Vittoria Colonna abgebildet. Auf der mittleren Lünette findet zwischen den beiden weiblichen Figuren Leonardo da Vinci seinen Platz. Einer der imposanten, großen und mit Zinnen versehenen Türme trägt das Bildnis von Alessandro Manzoni.
Zwischen den höchsten und dünnsten Türmen sollte eine Glocke eingebaut werden, die die Arbeiter zusammenrufen sollte. Der Platz vor dem Palast öffnet sich zwischen den bewaldeten Berghängen. Dieser Platz wurde durch einen kreisrunden Betonbrunnen mit zwei konzentrischen Ebenen bereichert. Der elegante Brunnen war Gegenstand eines Streites zwischen einem Älpler, einem gewissen „Nànol“ und dem Grafen: Der Mann verlangte Zugang zum Burghof, um seine Herde an dem Brunnen zu tränken.

### Versorgung des Landhauses
Die Burg wurde mit Holz beheizt, wofür die ununterbrochene Arbeit eines Mitarbeiters zur Beladung der enormen Majolikaöfen benötigt wurde, die sich in allen Räumen befanden (sein Name war „Florio“). Die Beleuchtung dagegen war elektrisch; der Strom kam aus einer Zentrale, die der Graf am Arzinobach bauen ließ, wo das Wasser aus dem Aquädukt Agaviva durch Druckrohrleitungen ankam. Im Untergeschoss des Landhauses gab es schließlich Herde zum Kochen für das Friaul typischer Gerichte, aber auch solcher nach österreichischer Tradition.
Ceconi ließ später einen Raum des Landhauses als Museum herrichten, in dem er eifersüchtig viele Objekte bewahrte, die mit seiner Jugend und seiner Arbeit als Unternehmer verbunden waren. Unter diesen Stücken waren auch Maurerwerkzeuge, die er in seiner Jugend benutzt hatte, die Pläne der von ihm ausgeführten Arbeiten, Widmungen, Medaillen, Pergamente, erhaltene Diplome und viele Porträts von Mitarbeitern und Ingenieuren, mit denen er in seiner langen Karriere zusammengearbeitet hatte.